# Filip von Henneberg
Filip von Henneberg (ur. ok. 1430, zm. 26 stycznia 1487) – biskup Bambergu w latach 1475–1487 i władca bamberskiego księstwa biskupiego.
Pochodził z rodziny grafów von Henneberg, panów na zamku Henneberg k. Henneberga w Turyngii – powiat Schmalkalden-Meiningen. Nosił tytuł grafa von Henneberg-Aschach-Römhild. Jego rodzicami byli Georg von Henneberg-Römhild i Joanna von Nassau-Weilburg. Jego bratem był Berthold von Henneberg – biskup Moguncji.
W czasie swoich rządów spierał się z kapitułą katedralną o sprawowanie władzy nad księstwem. Następnie popadł w konflikt z margrabią Brandenburgii Albrechtem Achillesem, który chciał rozciągnąć swoje panowanie na tereny biskupiego księstwa. Filip von Henneberg wraz z biskupem Würzburga, obłożył Albrechta klątwą. Wziął następnie udział w wojnie bawarskiej, przeciwko Albrechtowi, po stronie Ludwika IX Bawarskiego.
Rozwijał żywą działalność budowlaną (pałac biskupi w Bambergu, zamek Valdenstein, twierdza Rosenberg w Kronach). W 1476 nadał prawa miejskie Ludwigschorgast. Zaś dwa lata później wygnał Żydów w terenu księstwa.
Jego poprzednikiem był Georg I von Schaumberg a następcą Henryk III von Trockau.